# Mỡ Phú Thọ
Mỡ Phú Thọ hay giổi Chevalier (danh pháp khoa học: Magnolia chevalieri ) là một loài thực vật có hoa trong họ Magnoliaceae. Loài này được James Edgar Dandy mô tả lần đầu năm 1930 với danh pháp Manglietia chevalieri. Gần đây với kết quả phân tích gen đã được Venkatachalam Sampath Kumar gộp lại vào chi Magnolia năm 2006 với danh pháp hiện tại. Tên loài được đặt như vậy là để vinh danh nhà thực vật học người Pháp Auguste Chevalier (1873-1956).
Tại Trung Quốc nó được gọi là mục nam mộc liên (睦南木莲), và đây là nguồn gốc của tên gọi Southern Peace Lotus Tree trong IUCN.

## Mô tả
Cây gỗ nhỏ, cao tới 10 m. Thân cây có vỏ màu nâu xám nhạt. Các bộ phận non như búp lá, cành non, mặt dưới lá, cuống lá, và sẹo lá kèm có lông sát màu nâu xỉn đỏ nhạt. Cành non màu xanh lá cây. Sẹo lá kèm bán nguyệt đến nửa elíp, bằng 1/10-1/5 chiều dài cuống lá. Cuống lá dài 1,5–3 cm. Phiến lá có hình trứng ngược đến trứng ngược hẹp, dài 10–18 cm đôi khi dài tới 20 cm, rộng 3,5–5 cm đôi khi rộng tới 6,5 cm. Bề mặt lá chất liệu như da, mặt trên nhẵn, mặt dưới lá có 10-18 cặp gân phụ. Phiến lá có gốc (đuôi lá) hình nêm, đỉnh lá (đầu lá) nhọn đến có mũi. Hoa mọc ở đầu cành, tràng hoa có 9 cánh xếp thành 3 vòng; vòng ngoài cùng có 2 hoặc 3 cánh hoa hình thuôn-elíp, kích thước cánh hoa cao khoảng 7,5 cm và rộng khoảng 3 cm, dạng mỏng, mặt ngoài có màu hơi xanh; tràng hoa xếp ở 2 vòng trong cánh có màu trắng và hơi vàng nhạt, cánh hoa hình trứng ngược, nạc (dày hơn), gốc cánh dần dần vót nhọn và hình thành một vuốt dài; các cánh hoa vòng trong cùng nhỏ và hẹp hơn. Nhị hoa cao 6–9 mm; xếp sát nhau và hình thành một mũi chừng 1,5 mm. Bầu hình trụ, cao khoảng 1,7 cm, đường kính khoảng 1 cm; lá noãn hình trứng ngược hẹp, kích thước khoảng 6 mm, phần đỉnh lá noãn nhô ra có rãnh nông; có 8-10 noãn trên mỗi lá noãn, có cuống. Quả hình trứng đến elíp, kích thước quả có đường kính 4 cm và cao khoảng 5–9 cm. Cây cho hoa vào các tháng 2-4, cho quả vào các tháng 9-10.

## Phân bố
Bản địa Việt Nam (cũng được trồng rộng rãi ở phía bắc, gần với khu vực phân bố tự nhiên), bắc Lào và nam Trung Quốc (nam Vân Nam, cũng từng được trồng tại bắc Quảng Đông)

## Giá trị sử dụng
Được xếp vào nhóm cây trang trí, do có thời gian ra hoa dài nên cũng được trồng ở đường phố và vườn cây. Ở Việt Nam gỗ được dùng trong xây dựng và đóng đồ gia dụng.

## Hình ảnh

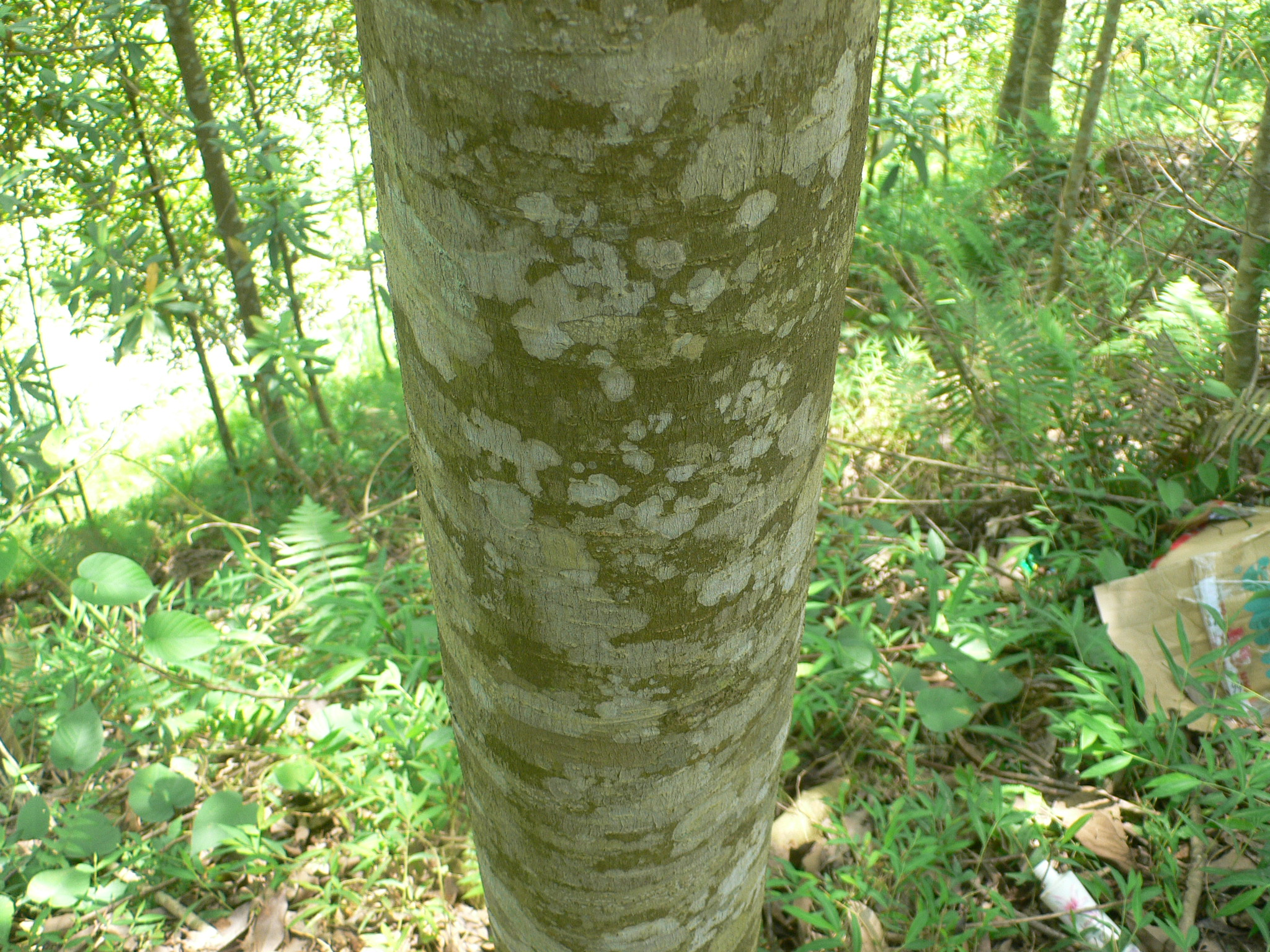
Vỏ thân cây
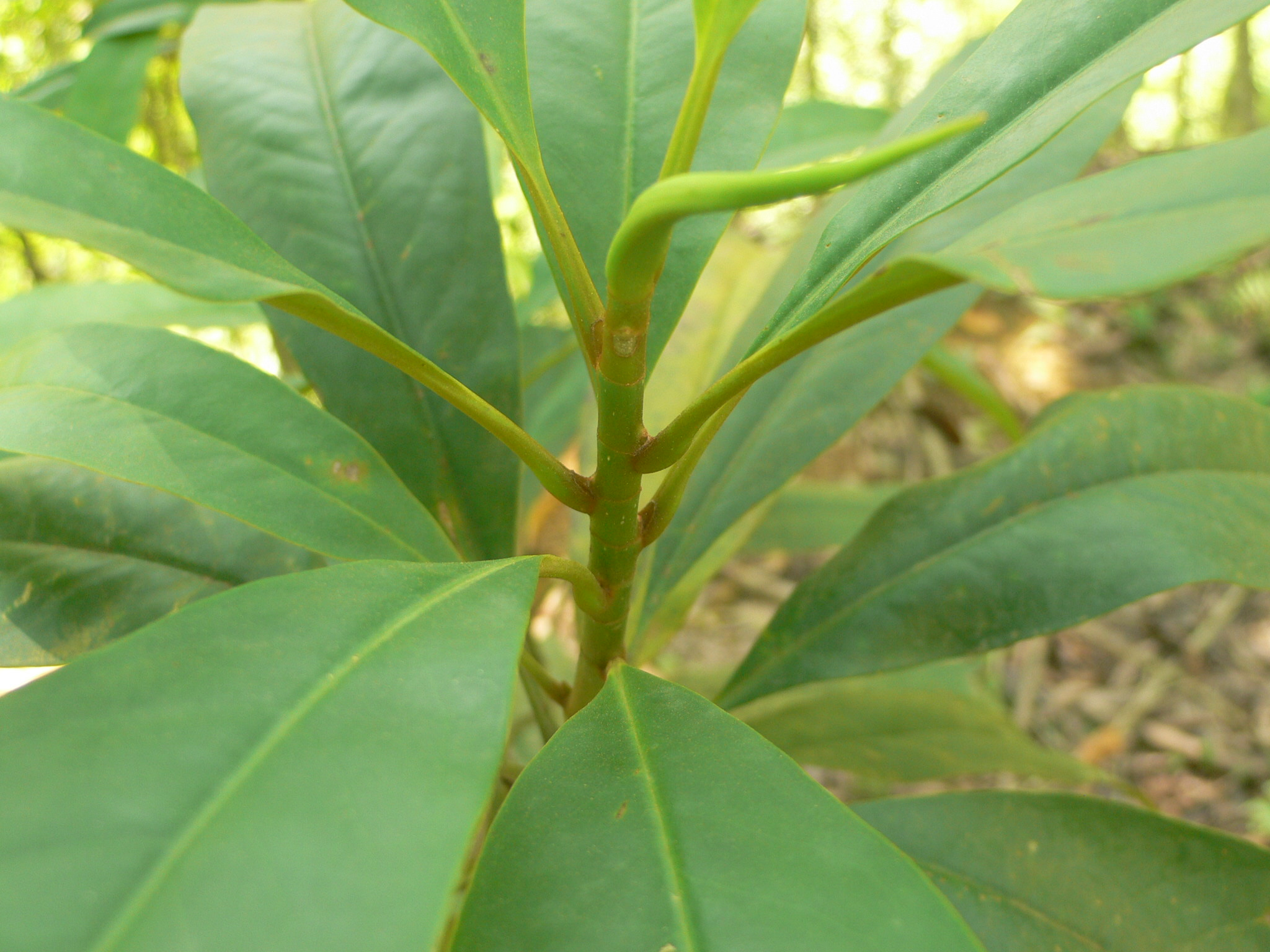
Cành lá non
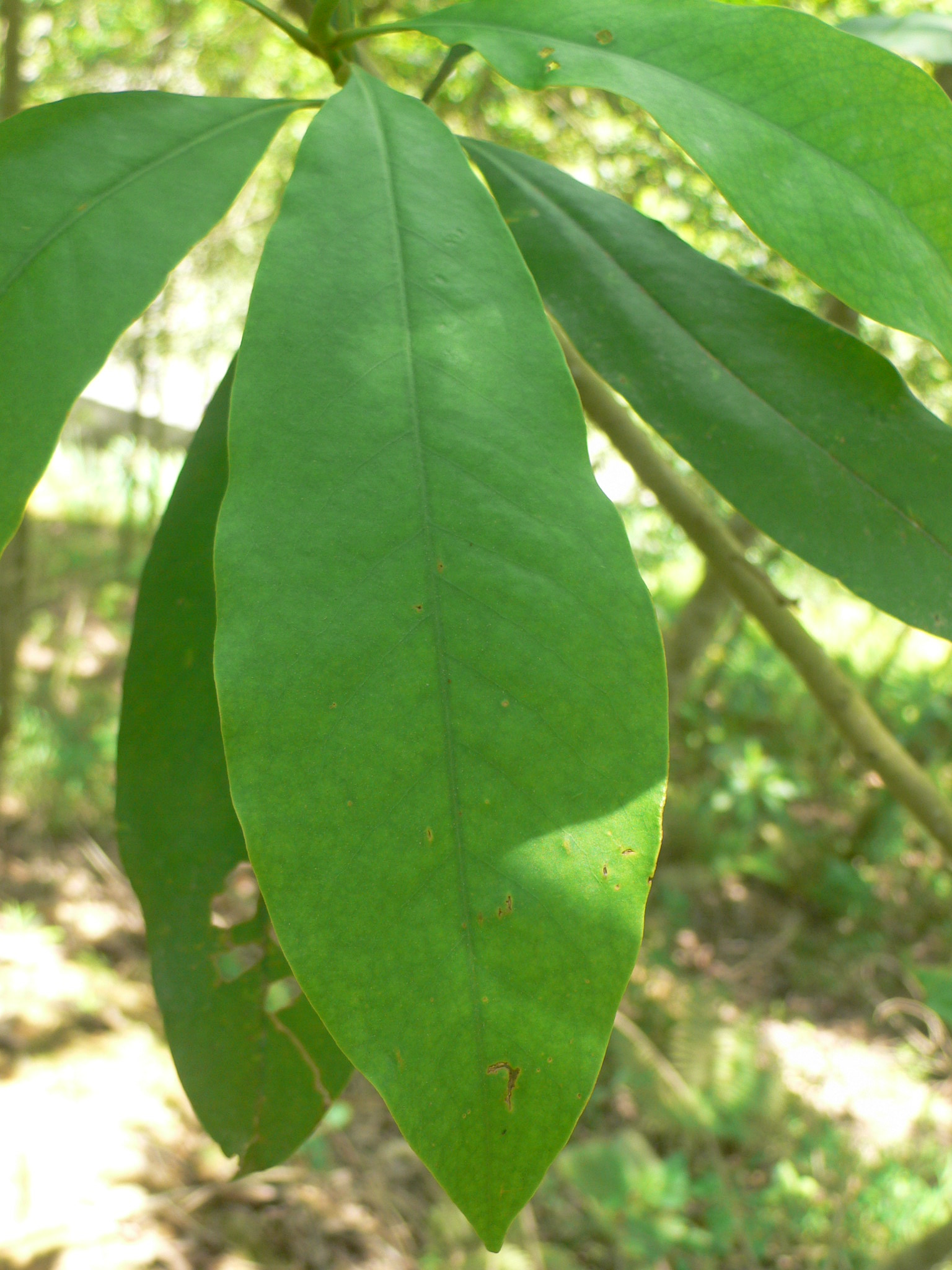
Phiến lá hình trứng ngược, bề mặt chất liệu như da nhẵn
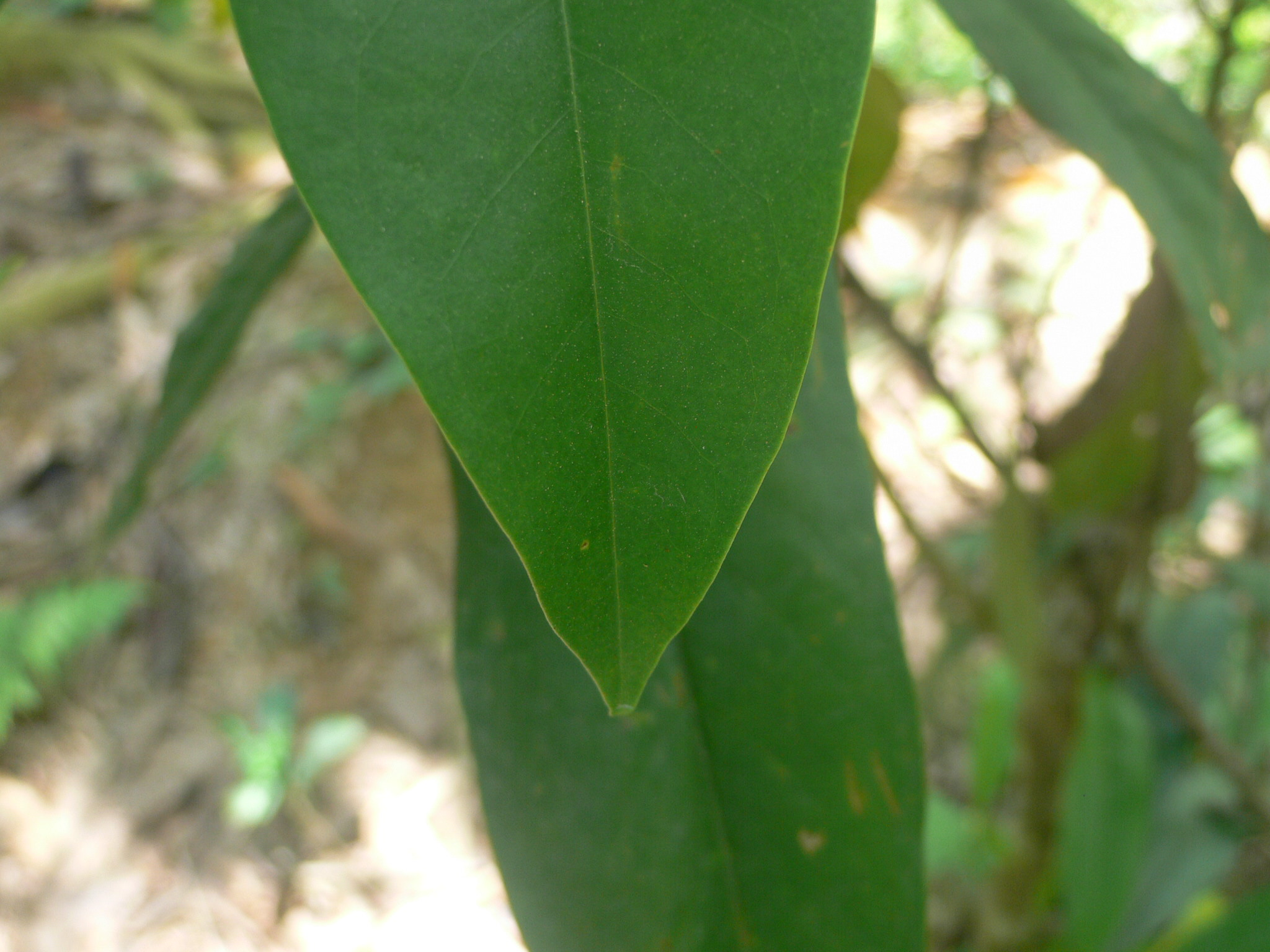
Đầu lá nhọn, có thể có mũi nhọn
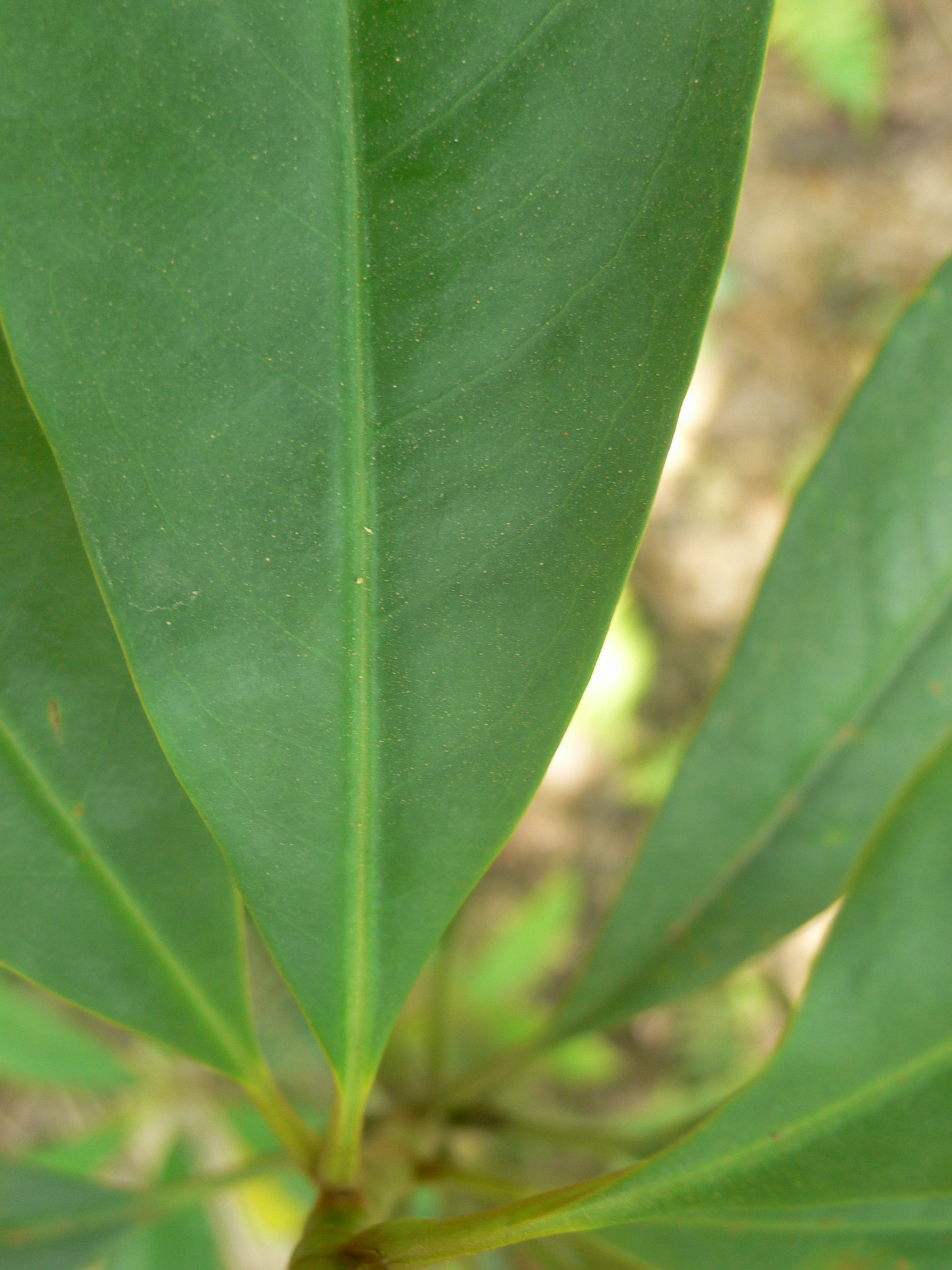
Đuôi lá hình nêm
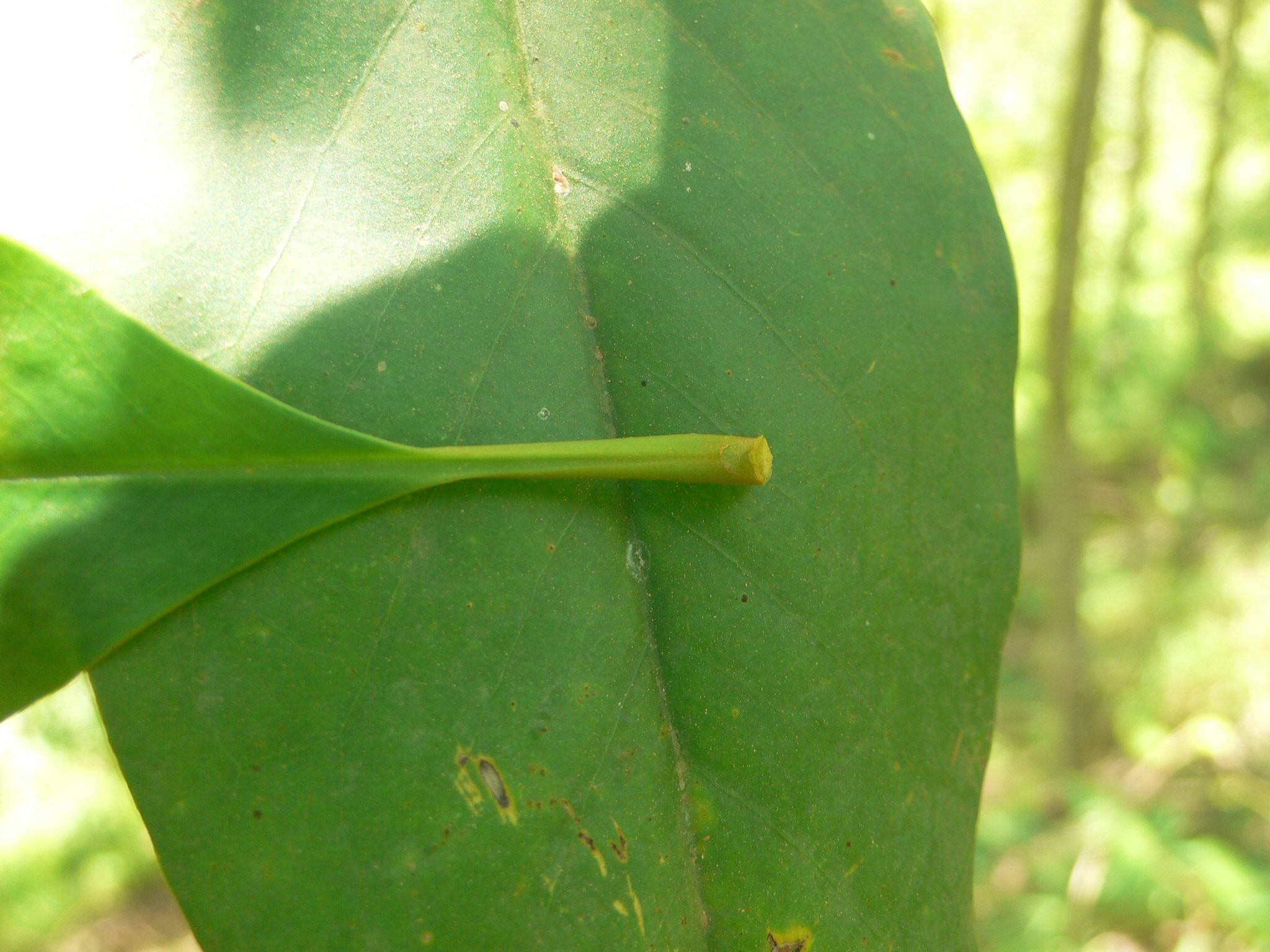
Cuống lá có sẹo nhỏ hình nửa e-lip